# Jorge Rausch
Jorge Rausch Wolman (Bogotá, 15 de junio de 1970) es un cocinero colombiano, de ascendencia polaca y austriaca.

## Primeros años
Vivió su infancia en Bogotá, en el barrio La Gran América junto a sus padres Martha Wolman y Roberto Rausch. Sus abuelos maternos llegaron de Polonia a Colombia en 1926 y se instalaron en el barrio Las Cruces, en el sur de Bogotá, donde fundaron la panadería La imperial que aún subsiste. Cuando el negocio prosperó, el abuelo trajo a sus hermanos y fundaron otra panadería llamada El cometa. Por otro lado, sus abuelos paternos son Judíos, oriundos de Austria, los cuales sobrevivieron porque vivían en Francia y poco tiempo después desembarcaron en Colombia.
Estudió economía en la Universidad de los Andes y a los 26 años viajó a Israel para terminar su carrera en Tel Aviv, lugar donde descubrió su interés por la cocina. Renunció a su carrera como economista y viajó a Inglaterra en 1997. Estudió en la escuela de cocina Tante Marie School of Cookery y al concluir logró una pasantía en Le Manoir aux Quat'Saissons un restaurante del chef Raymond Blanc, famoso en la época porque los cocineros terminaban obteniendo estrellas Michelin al independizarse. Trabajó durante tres años. Los primeros ocho meses trabajó en la cocina del personal, luego ascendió por toda la cadena de trabajo. Este restaurante fue esencial en la educación culinaria de Rausch ya que aprendió la rigurosidad milimétrica necesaria frente a los fogones y también adquirió un profundo interés por la cocina clásica francesa, una influencia que más tarde sería determinante en su vida. 
Luego de sus cuatro años en Le Manoir buscó rumbos en diferentes restaurantes con estrellas Michelin, donde aprendió técnica, recolectó conocimientos y fundamentó su criterio. Una de sus escalas fue en el #1 Lombard Street, que tenía dos estrellas Michelin, en este sitio aprendió todo sobre el sistema de la línea de trabajo y la organización de las comandas. 
Su último trabajo en Londres lo realizó en el casino de Linklaters, una firma de abogados, para ese entonces ya contemplabla la idea de regresar a Colombia con su hermano Mark Rausch,.

## Carrera profesional
A finales de 2003 regresó a Colombia y junto a sus hermanos Mark e Ilan, empezaron su primer proyecto juntos, de esta forma instalan el restaurante Criterión en la Zona G de Bogotá, abriendo el camino a un emporio gastronómico. El restaurante Criterión ha sido premiado en 2013, 2014 y 2015 como el mejor restaurante de Colombia, según la lista de S. Pellegrino Latin Americas's 50 Best Restaurants ocupando el sitio 18 de la lista.
En Colombia, Jorge Rausch también es conocido por impulsar una campaña ecológica y de responsabilidad social sobre la pesca y consumo del pez león, una especie invasiva en el mar Caribe que ataca fuertemente el ecosistema.

## Carrera televisiva
En 2008 presentó el programa Hermanos en la cocina, en 2009 Las claves de Jorge Rausch por el canal El Gourmet y en 2011 fue mentor en Cocineros al límite 1 y 2 por Utilísima.
En 2015 comenzó su participación como jurado de MasterChef Colombia junto a los chefs Nicolás de Zubiría y Paco Roncero, en sus dos primeras temporadas, también en la primera temporada de Masterchef Junior y desde 2018 en las temporadas de MasterChef Celebrity Colombia.
En 2019 participó como jurado de MasterChef Chile, junto a los chefs Fernanda Fuentes y Christopher Carpentier y MasterChef Ecuador, junto a los chefs Enrique Sempere y Carolina Sánchez.
En 2020 participó como parte jurado de la primera temporada de MasterChef Celebrity Chile junto a los chefs Fernanda Fuentes y Christopher Carpentier, el mismo año repite como jurado de MasterChef Ecuador.
En 2021 participa como parte de jurado de la segunda temporada de MasterChef Celebrity Chile, junto a los chefs Fernanda Fuentes y Yann Yvin y también en la tercera temporada de MasterChef Ecuador, junto a los chefs Carolina Sánchez e Irene Gónzalez.

## Vida personal
En 2002 se casó con Orit Feldman y tiene dos hijas. Orit es arquitecta y ha sido la encargada del diseño de todos sus restaurantes.
Actualmente mantiene una relación con la influenciadora de belleza Nathalie Monsalve, en noviembre del 2024 se confirmó su separación con la influencer indicando que “Nuestros caminos iban por lugares diferentes”.

## Filmografía

### Televisión
| Año       | Producción                         | Rol         | Canal          |
| --------- | ---------------------------------- | ----------- | -------------- |
| 2008      | Hermanos en la Cocina              | Presentador | El Gourmet     |
| 2009      | Las claves de Jorge Rausch         | Presentador | El Gourmet     |
| 2010-2013 | Cocineros al límite                | Mentor      | Utilísima      |
| 2015      | MasterChef (Colombia) 1            | Jurado      | RCN Televisión |
| 2015      | Master Chef Junior (Colombia)      | Jurado      | RCN Televisión |
| 2016      | MasterChef (Colombia) 2            | Jurado      | RCN Televisión |
| 2018      | MasterChef Celebrity (Colombia)    | Jurado      | RCN Televisión |
| 2019      | MasterChef (Chile) 4               | Jurado      | Canal 13       |
| 2019      | MasterChef (Ecuador) 1             | Jurado      | Teleamazonas   |
| 2019-2020 | MasterChef Celebrity (Colombia) 2  | Jurado      | RCN Televisión |
| 2020      | MasterChef Celebrity (Chile) 1     | Jurado      | Canal 13       |
| 2020-2021 | MasterChef (Ecuador) 2             | Jurado      | Teleamazonas   |
| 2020-2021 | MasterChef: Tiempo Extra (Ecuador) | Jurado      | Teleamazonas   |
| 2021      | MasterChef Celebrity (Colombia) 3  | Jurado      | RCN Televisión |
| 2021      | MasterChef Celebrity (Chile) 2     | Jurado      | Canal 13       |
| 2021      | MasterChef (Ecuador) 3             | Jurado      | Teleamazonas   |
| 2022      | MasterChef Celebrity (Colombia) 4  | Jurado      | RCN Televisión |
| 2023      | MasterChef Celebrity (Colombia) 5  | Jurado      | RCN Televisión |
| 2023      | MasterChef Celebrity (Ecuador) 1   | Jurado      | Teleamazonas   |
| 2024      | MasterChef Celebrity (Colombia) 6  | Jurado      | RCN Televisión |
| 2024      | MasterCher Celebrity (Ecuador) 2   | Jurado      | Teleamazonas   |

## Publicaciones
- Criterión: Los Hermanos Rausch en la Cocina (2008) - Nominado por Gourmand World Cookbook Awards como el Mejor libro de Chef de Cocina en 2010
- Cocina para el Fin de Semana (2010)
- Sal & Dulce (2012) - Nominado entre los cinco Mejores Libros de Chefs del Mundo por Gourmand World Cookbook Awards en 2012.
- Pez León (2014)

## Premios y reconocimientos
- Best Restaurant in Colombia: Criterion (Latin Americas's 50 Best Restaurants,  2013-2014-2015)
- Mejor Chef de Colombia: Jorge Rausch (Premios La Barra Colombia, 2015)
- Mejor Pastelería: Rausch Patissier (Premios La Barra Colombia, 2012)
- Criterión entre los 10 Mejores Restaurantes de América Latina (Real Academia de Gastronomía de España, 2012)
- Los Hermanos Rausch en la lista de los Chef Más Prestigiosos de América Latina (Business Review América Latina, 2012)[6]
- Five Star Diamon Award (American Academy of Hospitality Sciences of NY, 2008-2009-2011)[7]
- Mejores Chefs de Colombia (Premios La Barra Colombia, 2011)
- Best of Award of Excellence (Magazine WineSpectator, 2010)[8]